# Wenn die Lichter ausgehen. Geschichten aus dem Dritten Reich
Wenn die Lichter ausgehen. Geschichten aus dem Dritten Reich ist der deutsche Titel der Originalausgabe The Lights Go Down. Middletown – Nazi Version, das zweite „politische Lehrbuch“ von Erika Mann nach Zehn Millionen Kinder. Es ist 1940 im Londoner Verlag Secker & Warburg und bei Farrar & Rinehart in New York erschienen. Ursprünglich sollte es Our Nazitown, Unsere Nazistadt, heißen. Es wurde auf Deutsch verfasst und von Maurice Samuel, einem Freund von Erika und Klaus Mann, übersetzt. Die Illustrationen stammen von John O’Hara Cosgrave, II. Erika Mann beschreibt darin den Alltag in einer deutschen Kleinstadt Mitte bis Ende der 1930er Jahre im Nazi-Deutschland. Das Manuskript entstand zum großen Teil im Sommer und Herbst 1939 in der Schweiz; nach dem Ausbruch des Zweiten Weltkriegs stellte Erika Mann es in den USA fertig.
Alle Geschichten sind dokumentarisch belegt; Erika Mann hat sie bei Flüchtlingen und Emigranten recherchiert. Die erstmals 2006 erschienene deutsche Erstausgabe Wenn die Lichter ausgehen im Rowohlt Verlag ist eine Rückübersetzung von Ernst Georg-Richter aus dem Englischen, da die deutsche Originalfassung als verloren gilt. Die Erika-Mann-Biografin Irmela von der Lühe schrieb das Nachwort.

## Inhalt
In zehn Kapiteln werden die Geschichten in einer nicht genannten katholischen Universitätsstadt in Süddeutschland angesiedelt. Im Mittelpunkt stehen Arbeiter und Angestellte, ein Fabrikant ebenso wie ein Universitätsprofessor, der Chefarzt der Universitätsklinik, ein Pfarrer oder der Polizeichef. In den Straßen marschieren SA und Hitlerjugend, jüdische Wohnungen und Geschäfte werden zerstört. Im Radio ist die kreischende Stimme Adolf Hitlers zu hören. Hinter der Bürgerlichkeit lauert der Terror, Angst hat sich eingenistet. Es stehen keine Verbrecher im Mittelpunkt, aber auch keine Helden des Widerstands. Normale Menschen sind es, kleine Mitläufer – so wie die Masse der Deutschen, die Hitlers Terror möglich gemacht haben. Aber Erika Mann erzählt auch von aufrechten Deutschen, die den nationalsozialistischen Wahnsinn erkennen und ihm Widerstand leisten.

## Aus dem Nachwort von Irmela von der Lühe
[…] Alle Geschichten aus Erika Manns Zyklus arbeiten mit der Antithese von gesundem Menschenverstand und nationalsozialistischer Barbarei. Vieles am nationalsozialistischen Alltag ist lächerlich oder grotesk: die Fülle der sich widerstreitenden Bestimmungen, die offenkundig inkompetenten, aber linientreuen Repräsentanten; die Gründe, derentwegen man ins Gefängnis wandern konnte. Die Dummheit und mit ihr die Barbarei sind mit Hitler an die Macht gelangt. Er selbst und seine Anhänger sind bestenfalls schlechte Schauspieler, Schmierenkomödianten – und doch zugleich in ihrer primitiven Roheit eine Bedrohung für die Zivilisation insgesamt. […]